# Gastronomía de la Unión Soviética
La gastronomía soviética es el término con el que se le denomina a los platillos y técnicas culinarias provenientes de las tradiciones de la antigua Unión Soviética. Esta se formó mediante la integración de las cocinas provenientes de las diversas culturas de la Unión Soviética, durante el curso de la formación del pueblo soviético. Se caracteriza por un uso moderado de ingredientes y una cocción simplificada. Este tipo de cocina prevalecía en los comedores de toda la Unión Soviética. Se convirtió en parte integral de la cocina doméstica y se usó en paralelo con los platos nacionales, particularmente en las grandes ciudades. En general, la cocina soviética estuvo determinada por los hábitos alimentarios soviéticos. Varios platos eran simplificaciones de las cocinas francesa, rusa y austrohúngara. Las cocinas caucásicas, en particular la cocina georgiana, también contribuyeron. Las cantinas administradas por el gobierno se llamaban stolovaya.
En Occidente, la gastronomía soviética es confundida frecuentemente con la gastronomía rusa, aunque la cocina nacional particular de Rusia puede considerarse discreta.

## Características

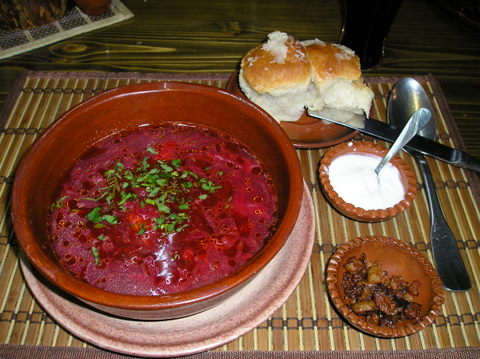
Borscht ucraniano con smetana, pampushky y shkvarkas

Una comida diaria soviética completa (almuerzo o cena) consistía en tres platos, normalmente denominados primero, segundo y tercero; una ensalada opcional no estaba numerada (en la cocina rusa, que en gran parte formó una base para la soviética, las ensaladas pertenecen al curso separado de zakuski). En un restaurante, uno podía comer lo que quisiera en cualquier orden, pero en una cantina típica, especialmente en una cantina de trabajadores o de estudiantes, uno normalmente habría recibido lo que se llamaba un "almuerzo combinado" (kompleksny obed). El primer plato era una sopa o caldo, es decir, comida "líquida" (nótese la diferencia con la cocina italiana, donde un "primo piatto" también podía incluir un plato de pasta; bajo un enfoque soviético, los platos de pasta pertenecían al segundo plato). El segundo era algún tipo de comida "sólida": carne, pescado o aves con una guarnición, llamada "guarnición" (en ruso: гарнир). Las guarniciones generalmente incluían papas en una variedad de formas, kasha de trigo sarraceno, macarrones, etc. blini, platos horneados (en ruso: запеканка, zapekanka), o los huevos también se podían servir como segundo plato (alternativamente, platos como los huevos rellenos también pueden contar como zakuski). El tercero era teóricamente un postre, pero en la cocina de cantina simplificada, esto generalmente se reducía a alguna bebida sustancial, a menudo endulzada: té, café, kompot, leche, kéfir, etc.

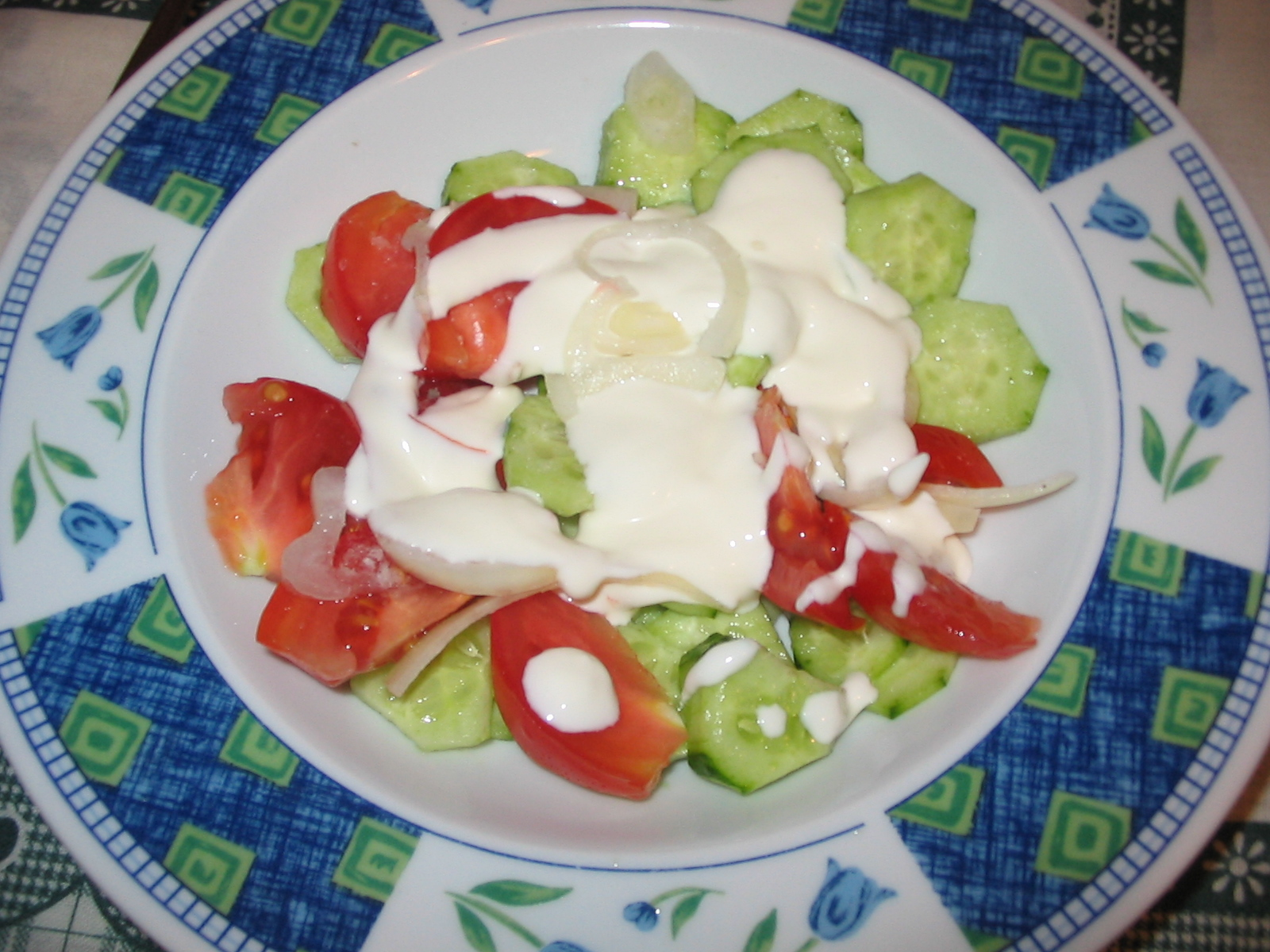
Ensalada típica de verduras a base de tomates, pepinos, cebollas y aderezada con smetana.

Las verduras y las ensaladas eran de temporada y, con algunas excepciones (como las a base de chucrut, ya que el chucrut estaba disponible todo el año), eran poco comunes en la mesa. Las especias rara vez se usaban, aparte de cantidades moderadas de mostaza y pimienta negra, y la comida tenía un sabor generalmente suave. No hubo diferencias entre el desayuno, el almuerzo y la cena. El almuerzo siempre se consumía con una sopa como primer plato. En los comedores y cafeterías estatales se inició una tradición de "día del pescado" los jueves, cuando se consumía pescado u otros mariscos en lugar de carne, pero sin embargo se filtró a muchos hogares particulares. El enfoque común, que todavía se mantiene un poco hoy en día en Rusia, es: comer mucho en cada comida, pocas veces al día. No coma nada entre comidas: la razón de esto fue que los restaurantes administrados por el Estado en la época soviética estaban en gran parte bajo el control de los médicos, y la sabiduría médica en ese momento era que comer bocadillos entre las comidas principales arruinaría el apetito (especialmente para los niños) y dará lugar a la indigestión y malestar intestinal.[cita requerida] Un almuerzo típico podría consistir en sopa a base de caldo de pollo o borsch como primer plato y albóndigas fritas o goulash servido con papas hervidas o gachas de trigo sarraceno como plato principal. La mantequilla o la crema agria se usaban típicamente como salsa.

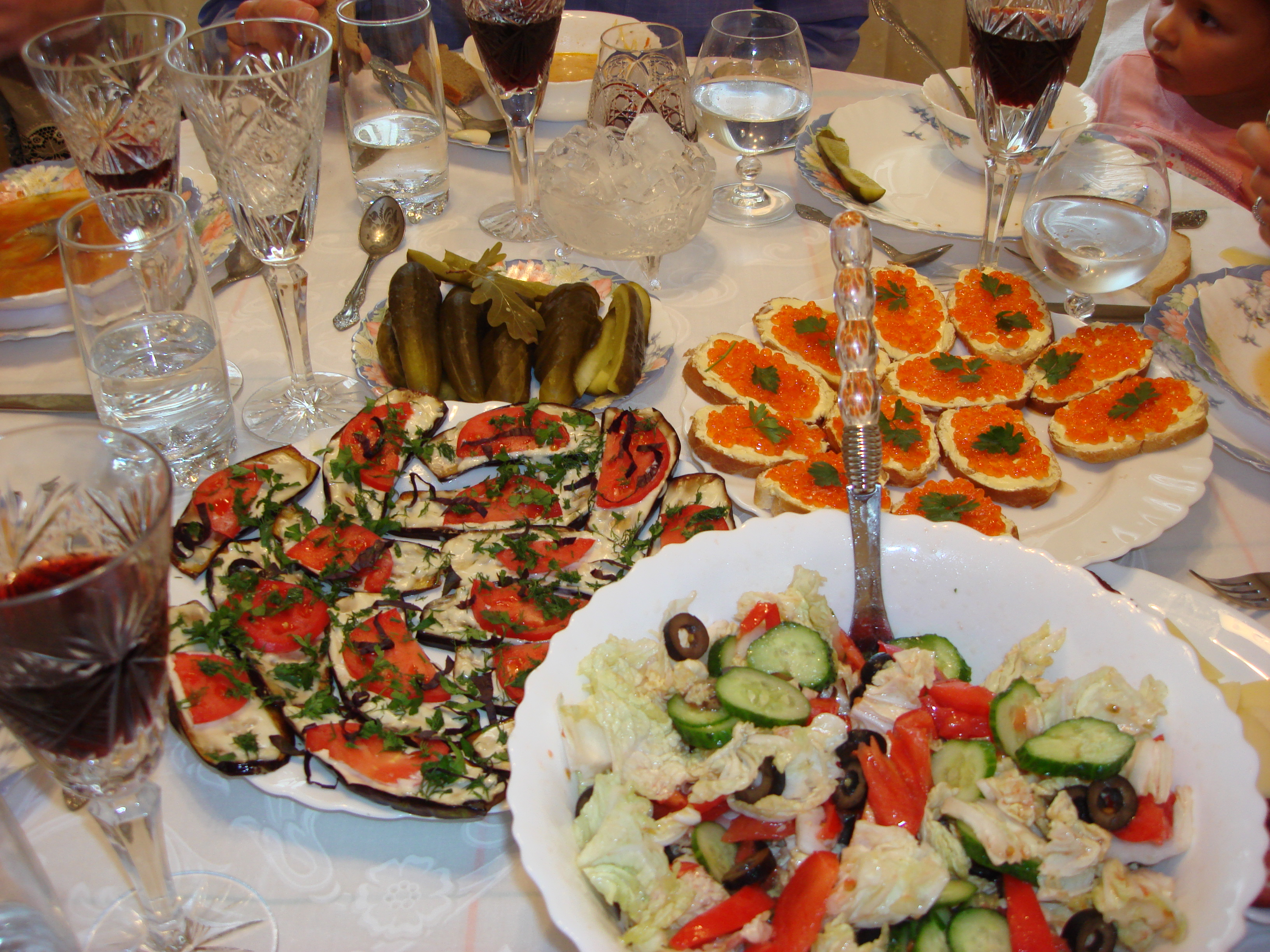
Zakuski en una mesa de celebración

La comida consumida durante las celebraciones y las fiestas se derivaba típicamente de las antiguas cocinas francesa y rusa con un uso extensivo de salsas espesas, carnes marinadas y queso derretido. La mezcla de ingredientes y la cocina extensiva eran habituales, como en la cocina clásica francesa. En general, se hizo mucho esfuerzo para preparar tales comidas. A menudo, la riqueza de una mesa festiva era una cuestión de honor para la familia.

## Platillos típicos

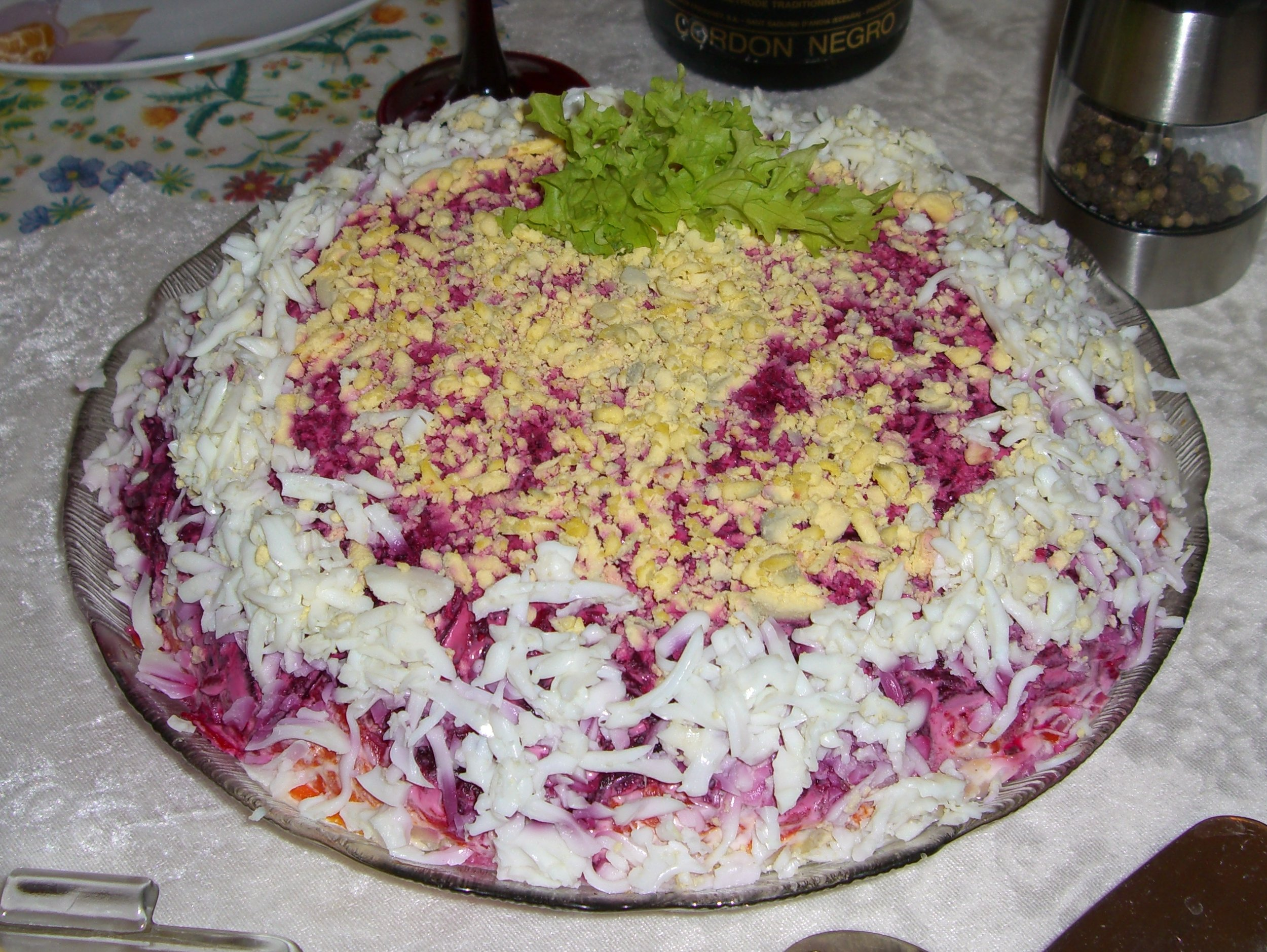
Sel'd Pod Shuboi.

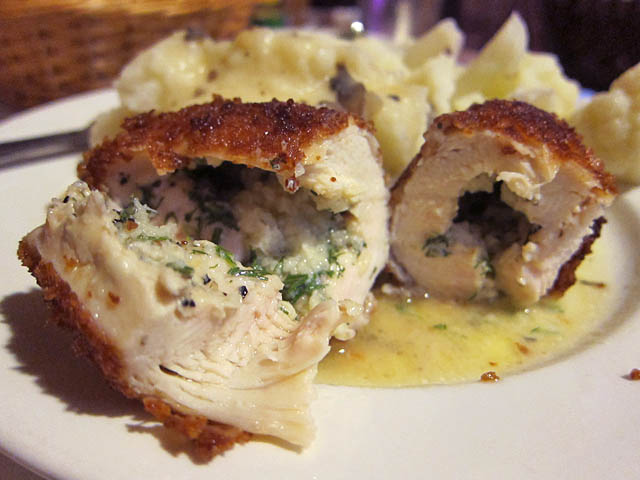
Pollo Kiev.

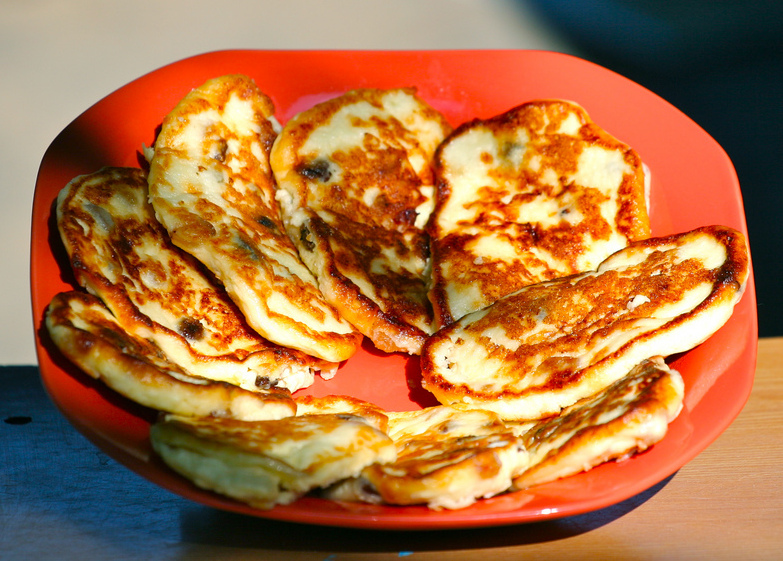
Sírniki.

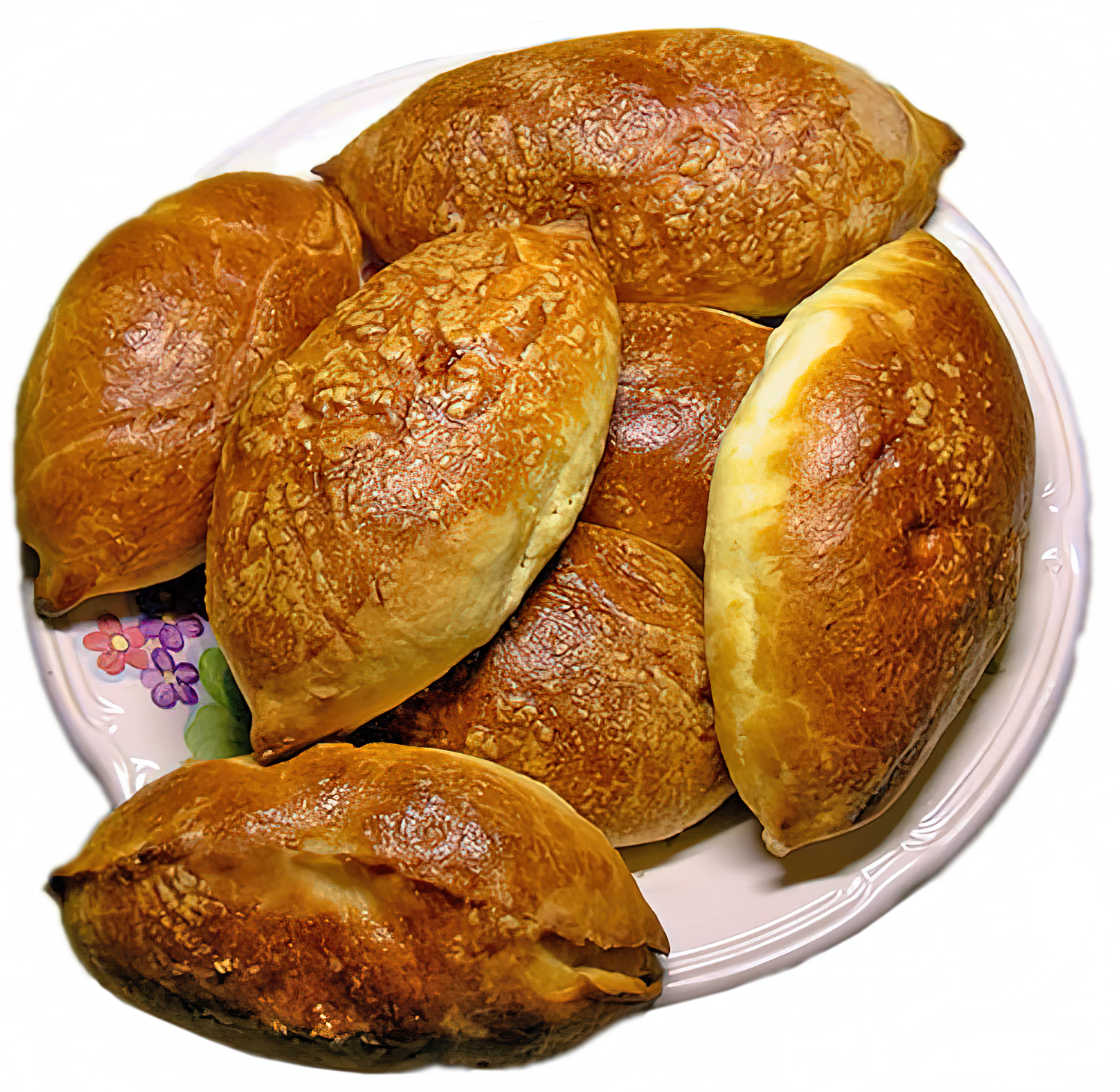
Pirozhki

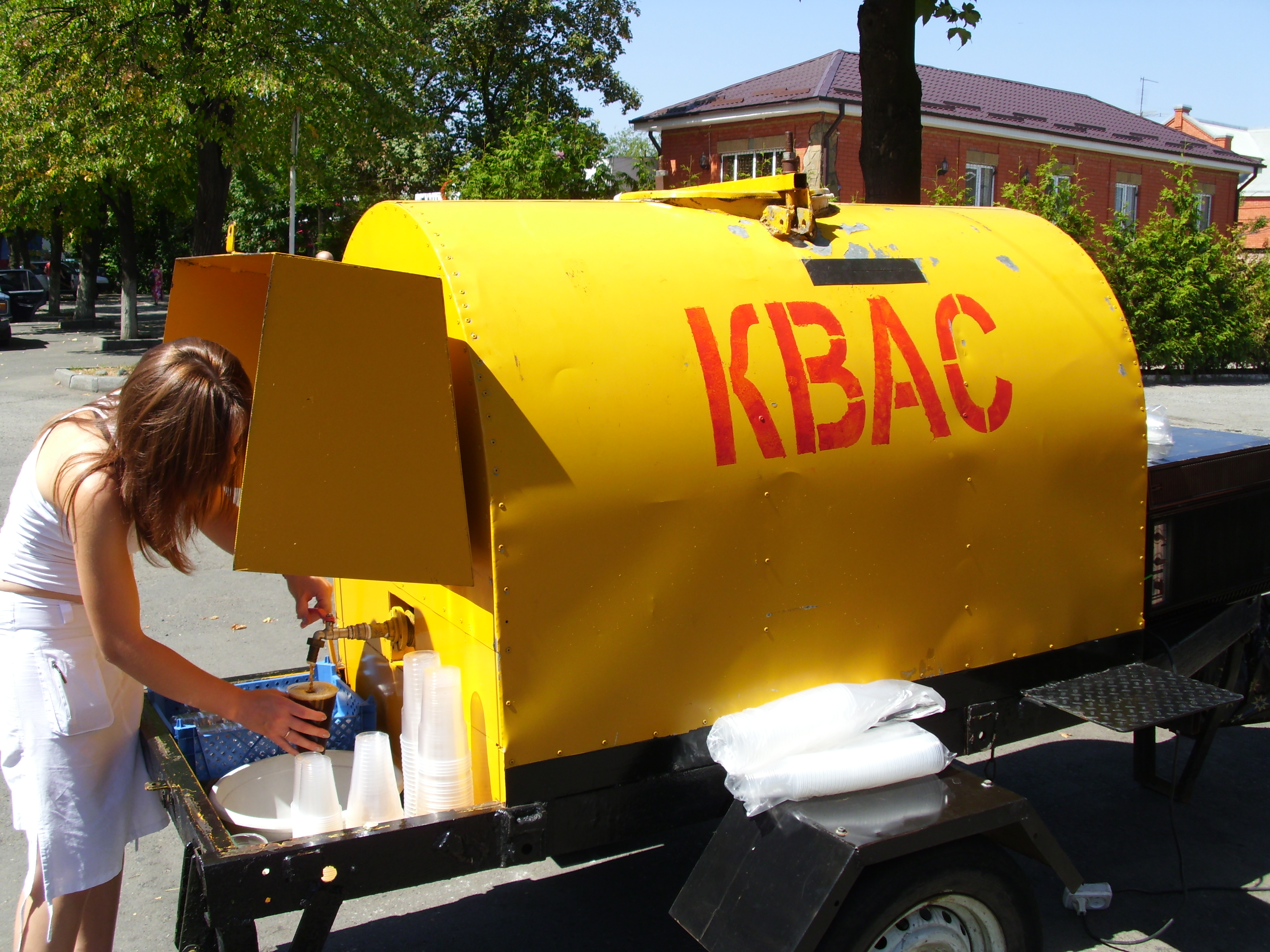
Vendedor ambulante de kvas en Vladikavkaz.

### Zakuski yensaladas
- Olivier (también conocido como ensaladilla rusa)
- Sel'd' Pod Shuboi
- Jolodéts
- Vinegret (del francés vinagreta) - Ensalada de raíz de remolacha roja con cebollas, pepinillos, papas hervidas, zanahorias, aderezado con aceite de girasol.
- Vitaminniy salat (ensalada de vitaminas): una ensalada a base de col con verduras de temporada como tomates, pepinos, cebollas, zanahorias, etc.
- Varios encurtidos, como pepinos, tomates, ramsons y champiñones.
- Chucrut mezclado con zanahorias y servido como ensalada.
- Morkovcha (también conocido como "ensalada de zanahoria coreana"): una ensalada de zanahoria picante (un plato de Koryo-saram).

### Primeros platos
- Borsch[2]
- Sopa de fideos con pollo
- Jarcho
- Okroshka
- Pacha - (armenio/azerbaiyano/georgiano)
- Sopa de guisantes
- Rassolnik
- Shchi - (ruso)
- Solianka
- Sopa de acedera
- Ujá

### Segundos platos
- Ternera Stroganoff
- Pollo Kiev (ruso) - una chuleta de pollo rellena
- Chuleta o bola de carne
- Varios tipos de albóndigas, como pelmeni (ruso),[3] vareniki (ucraniano) o manti (asiático central)
- Goulash, ragú u otro tipo de guiso
- Golubtsy - rollos de col rellenos de arroz y carne y servidos en salsa de tomate
- Pilaf plato de arroz
- Salchichas
- Shashlik

### Terceros platos
Normalmente se sirve en envases de 200 mililitros (0,1 galAm) de vidrio en comensales comunes de obshchepit.
- Cacao
- Café con leche (el café negro era un extra)
- Kéfir (turco)
- Kissel (jalea de frutas bebible a base de almidón)
- Kompot (eslavo)
- kvas
- Leche
- Ryazhenka (ucraniano)
- Té

### Postres
- Bollos, bizcochos, galletas, sushki
- Tortas (ej. pastel de Kiev, Napoleón, Medovik)
- Halva
- Pirozhki

### Desayunos
- Salchichas
- Blini
- Varios tipos de gachas, como kasha de trigo sarraceno con leche
- Sírniki

### Comida callejera
- Chiburekki
- Pirozhki
- Shashlik
- Balyash
- Kvas